# Eudendrium teissieri
Eudendrium teissieri är en nässeldjursart som beskrevs av Jacqueline Cabioch 1970. Eudendrium teissieri ingår i släktet Eudendrium och familjen Eudendriidae. Inga underarter finns listade i Catalogue of Life.